# The Gift of Discernment
The Gift of Discernment (deutsch Die Gabe der Unterscheidung) ist ein Jazzalbum von Dennis González Jnaana Septet. Die 2005 in Mesquite, Texas entstandenen Aufnahmen erschienen 2008 auf Not Two Records.

## Hintergrund
Dennis González nahm das Album The Gift of Discernment mit seinem seit 2001 bestehenden Familientrio (Yells at Eels), bestehend aus seinen Söhnen Aaron González am Bass und Stefan González am Schlagzeug auf. Hinzu kamen Alvin Fielder und Robbie Mercado als weitere Perkussionisten, außerdem der Pianist/Perkussionist Chris Parker und die Vokalistin Leena Conquest.

## Titelliste
- Dennis González Jnaana Septet: The Gift of Discernment (Not Two Records MW 791-2)[1]

1. Raise the Spirit 18:09
2. There's a Face for Every Year 5:31
3. Ganesha the Spy 16:16
4. Tamazunchale 1 6:17
5. Portugal for Linda Sharrock 11:16
6. Tamazunchale 2 11:14

Die Kompositionen stammen von Dennis González.

## Rezeption
Nach Ansicht von Nic Jones, der das Album in All About Jazz rezensierte, sei Dennis Gonzalez in der Vergangenheit für einiges an wunderschön umgesetzter Musik auf LPs verantwortlich und dies sei eine würdige Ergänzung des Kanons. Die Musik sei voll von jener oft schwer zu definierenden Qualität, die man Leben nennt, durchzogen von einem Gruppenkonzept, das für eine gleichzeitig straffe und lockere Umsetzung sorge. Die Anwesenheit des Perkussionisten Alvin Fielder stelle eine Art Verbindung zu den perkussiven Workouts des Art Ensemble of Chicago her, und es sei diese Ästhetik, die die ersten vier Minuten des Eröffnungstitels „Raise the Spirit“ durchdringe.
„Portugal (for Linda Sharrock)“ sei von einer solchen rhythmischen Vitalität durchdrungen, dass sich Conquests Gesang als Kontrapunkt durchsetze, wobei ihre anhaltenden Töne über das Niveau der darunter liegenden Aktivität hinwegtäuschen. Gerade die Unentschlossenheit des Stücks verleihe ihm eine amorphe Atmosphäre, aber das sei nur eine der vielen glücklichen Überraschungen, die hier geboten werden.